# Ovrata
Ovrata je nenaseljeni otočić u hrvatskom dijelu Jadranskog mora.
Njegova površina iznosi 0,036 km². Dužina obalne crte iznosi 1,18 km.